# Fawaz Al-Hasawi
Fawaz Mubarak Al-Hasawi (født 25. oktober 1968) er en forretningsmand fra Kuwait og tidligere ejer og formand for den engelske fodboldklub Nottingham Forest F.C.
Han var formand for fodboldklubben fra december 2012 og indtil maj 2017. Klubben blev købt af Al-Hasawi-familien i 2012.